# Barbara Rzeszotarska
Barbara Halina Rzeszotarska (ur. 17 stycznia 1936 w Sokołowie Podlaskim, zm. 19 listopada 2024) – polska chemik organik, specjalizująca się w peptydach; nauczycielka akademicka związana z Politechniką Gdańską i Wyższą Szkołą Pedagogiczną w Opolu (Uniwersytetem Opolskim).

## Życiorys
Urodziła się w 1936 roku w Sokołowie Podlaskim w rodzinie inteligenckiej. Po II wojnie światowej ukończyła Technikum Chemiczne w Lublinie. Następnie podjęła studia na Politechnice Gdańskiej, które ukończyła w 1959 roku magisterium, napisanym pod kierunkiem prof. Leona Kamieńskiego. Bezpośrednio po ukończeniu studiów została zatrudniona jako asystentka na swojej macierzystej uczelni. W 1964 roku Rada Wydziału Chemii Politechniki Gdańskiej nadała jej stopień naukowy doktora nauk chemicznych, który otrzymała na podstawie obrony pracy doktorskiej pod kierunkiem prof. Emila Tasznera z zakresu racemizacji peptydów. Wraz z nowym tytułem objęła stanowisko adiunkta.
Od 1965 roku pracuje na Wyższej Szkole Pedagogicznej w Opolu (od 1994 roku Uniwersytet Opolski). Należała do grupy pionierów tworzących podstawy opolskiej chemii. W 1970 roku uzyskała na Uniwersytecie Warszawskim stopień naukowy doktora habilitowanego nauk chemicznych. Jej rozprawa habilitacyjna dotyczyła wybranych zagadnień chemii peptydów.
Dwa lata później objęła dyrekcję Instytutu Chemii WSP, którą sprawowała do 1988 roku. W czasie jej rządów zakończyła się budowa Collegium Chemicium w 1978 roku, którego budowę rozpoczęto pod koniec lat 60. XX wieku. Poza tym w 1975 i 1986 roku Instytut był organizatorem wspólnie z kędzierzyńskim oddziałem SIiTPChem Ogólnopolskiego Zjazdu Polskiego Towarzystwa Chemicznego. W 1983 roku utworzono nową specjalizację – agrobiochemię. W związku z poszerzeniem oferty kształcenia, a co za tym idzie zakresu prac badawczych o problemy z pogranicza chemii i biologii, w 1984 roku w związku z rozwojem placówki przekazano na jej potrzeby dydaktyczno-naukowe stary, trzykondygnacyjny budynek przy ulicy Wandy. Ukoronowaniem jej rządów było uzyskanie przez opolską uczelnię pedagogiczną w 1988 roku praw do doktoryzowania w dziedzinie nauk chemicznych.
Wraz z rozwojem kierowanej przez siebie placówki uzyskiwała kolejne awanse zawodowe. W 1978 roku została profesorem nadzwyczajnym, a w 1988 roku profesorem zwyczajnym. W 1990 roku kandydowała na funkcje rektora Wyższej Szkoły Pedagogicznej, przegrywając minimalnie z prof. Jerzym Pośpiechem.

## Dorobek naukowy i odznaczenia
Jej zainteresowania naukowe koncentrują się wokół problematyki związanej z chemią peptydów, chemią leków, konformacją małych modeli peptydowych a,b-dehydroaminokwasy, 2D FTIR, obliczeniach ab initio, acylowaniu aminotriazoli, leksytropsyny. W swoim dorobku naukowym ma ponad 100 publikacji, w tym artykułów, monografii, patentów, dydaktycznych rozpraw, skryptów. Jest członkiem Komitetu Nauk Chemicznych Polskiej Akademii Nauk. Kierowała zespołami, które rozwiązywały problemy ważne dla gospodarki krajowej i zagranicznej (Anglia). Wypromowała 5 doktorów.
Za swoją działalność naukowo-dydaktyczną i organizacyjną została odznaczona licznymi nagrodami oraz odznaczeniami uczelnianymi, regionalnymi i państwowymi. Do najcenniejszych z nich należą: Krzyż Kawalerski Orderu Odrodzenia Polski (1980) i Medal Komisji Edukacji Narodowej (1979).